# جيمس ديكين
جيمس ديكين (بالإنجليزية: James Deakin)‏ هو صحفي أمريكي، ولد في 1929، وتوفي في 3 يونيو 2007.